# Hermann Altherr

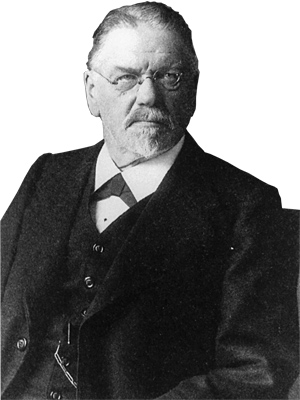
Hermann Altherr

Hermann Altherr (* 28. Februar 1848 in Schwellbrunn; † 4. November 1927 in Heiden, beide im Kanton Appenzell Ausserrhoden; heimatberechtigt in Speicher) war ein Schweizer Arzt, der als Wohltäter und Arzt der Armen galt. Von 1892 bis 1910 versorgte er Henry Dunant, den Begründer der Internationalen Rotkreuz- und Rothalbmond-Bewegung, in einem Spital in Heiden. Er war während dieser Zeit eine der wenigen Vertrauenspersonen Dunants. Zusammen mit seiner Frau zählte er zu den wenigen Menschen, die Dunant in seinem Testament bedachte.

## Leben
Geboren wurde Hermann Altherr als Sohn von Johannes Altherr, Pfarrer, und Anna Barbara Alder. Er besuchte die Realschule in Herisau und die Kantonsschule in Trogen. Sein Medizinstudium, das er in Basel absolvierte, schloss er 1872 mit dem Doktortitel ab. Er arbeitete anschliessend zunächst als Assistenzarzt in Basel und St. Gallen, bevor er 1874 eine Privatpraxis in Heiden eröffnete. Neben seiner eigenen Praxis war er darüber hinaus auch im örtlichen Spital bis 1914 als Krankenhausarzt tätig. 1876 heiratete er Emma Simond, eine in Chamonix geborene Französin, die seit 1860 in Heiden lebte. Emma Altherr führte in Heiden die Kurhotels Freihof und Schweizerhof, die zu den angesehensten Kurhäusern des Ortes zählten und zum internationalen Ansehen Heidens als Kurort beitrugen. Von 1884 bis 1904 war Hermann Altherr Kantonsrat, von 1903 bis 1908 Verfassungsrat. Von 1884 bis 1906 gehörte er der kantonalen Sanitätskommission an. Bei den Parlamentswahlen 1905 gelang ihm der Einzug in den Nationalrat, dem er bis 1911 angehörte. Darüber hinaus war er von 1874 bis 1927 Mitglied und von 1900 bis 1922 Präsident des Verwaltungsrates der Rorschach-Heiden-Bergbahn. An der Initiative zur Errichtung der Bahn war seine Frau wesentlich beteiligt. 
Altherr machte sich am Ausbau des Bezirksspitals Heiden verdient und war ein Förderer des Kur- und Verkehrswesens.

## Betreuung von Henry Dunant
Ab dem 30. April 1892 gewährte er Henry Dunant eine Unterkunft im Heidener Spital, nachdem dieser zuvor ab 1887 in Pensionen in Heiden und Trogen gelebt hatte. Neben gelegentlichen gesundheitsbedingten Aufenthalten im Krankenhaus hatte Dunant Altherr und dessen Frau durch seine regelmässigen Besuche im Freihof kennengelernt, da er die internationale Atmosphäre des Hauses schätzte. In der Obhut von Altherr verbrachte Dunant die letzten 18 Jahre seines Lebens bis zu seinem Tod am 30. Oktober 1910. Zwischen beiden entwickelte sich eine enge Freundschaft. Die Herkunft von Altherrs Frau bot Dunant die Gelegenheit, sich in der Abgeschiedenheit und Zurückgezogenheit seines Lebens im deutschsprachigen Heiden mit einem Menschen in seiner französischen Muttersprache unterhalten zu können.